# Pierre du Diable (Lécluse)
Pour les articles homonymes, voir Pierre du Diable.
La pierre du Diable est un menhir situé à Lécluse, dans le département français du Nord.

## Protection
Le menhir est classé au titre des monuments historiques le 18 avril 1914. 

## Description
Le menhir fut renversé par les Allemands en 1918 et dans sa chute, il se brisa en deux parties. À cette occasion, il fut observé que le menhir n'était enfoncé dans le sol que sur environ 1 m de profondeur alors que selon des auteurs plus anciens, lors des fouilles réalisées par le marquis de la Ryanderie en 1784, le menhir s'enfonçait dans le sol sur 4 m à 5 m de profondeur.
L'origine de son nom viendrait d'une éraflure visible sur la pierre qui aurait été faite par les griffes du diable ; selon une autre coutume d'aucuns croyant voir un diable gravé sur l'une des faces lui auraient donné ce nom.